# Antoniew (Nowa Sucha)
Pour les articles homonymes, voir Antoniew.
Antoniew  ([anˈtɔɲef]) est un village polonais de la gmina de Nowa Sucha dans le powiat de Sochaczew et dans la voïvodie de Mazovie.
Il se situe à environ 8 kilomètres au sud-ouest de Sochaczew et à 57 kilomètres à l'ouest de Varsovie.
Le village possède une population de 200 habitants en 2006.